# G3 (IMC-Geriatrie)
G3 (auch IMC-Geriatrie) bezeichnet eine Abteilung oder Pflegeeinheit innerhalb eines Krankenhauses.
Die G3 ist das Zwischenglied zwischen der Intensivpflegestation mit ihren umfassenden therapeutischen und intensivpflegerischen Möglichkeiten und der geriatrischen Normalstation. Dabei dient die G3 vorwiegend der Entlastung der Intensivstation.
Notwendig ist diese durch die rasch zunehmende Anzahl geriatrischer Patienten mit schwerwiegenden Störungen der Vitalfunktionen, bedingt durch Exazerbationen chronischer Erkrankungen und Multimorbidität. Die G3 bietet hierfür Möglichkeiten wie Monitorüberwachung, Perfusortherapie und nicht-invasive Beatmung. 

Über die Ursprünge der IMC-Geriatrie ist wenig bekannt. Das heutige G3-Konzept als Bestandteil der ganzheitlichen Medizin geht auf ein deutsch-indonesisches Ärzteteam zurück.